# Condado de Ottawa (Oklahoma)
O Condado de Ottawa é um dos 77 condados do estado norte-americano do Oklahoma. A sede do condado é Miami que é também a maior cidade.
A área do condado é de 1256 km² (dos quais 36 km² são cobertos por água), uma população de 33 194 habitantes e uma densidade populacional de 27 hab/km². Recebeu este em homenagem à Tribo Ottawa de Oklahoma.

## Condados adjacentes
- Condado de Cherokee (norte)
- Condado de Newton, Missouri (leste)
- Condado de McDonald, Missouri (sudeste)
- Condado de Delaware (sul)
- Condado de Craig (oeste)

## Cidade e vilas
- Afton
- Cardin
- Commerce
- Dotyville
- Fairland
- Miami
- Nascissa
- North Miami
- Peoria
- Picher
- Quapaw
- Wyandotte